# Carlton Pearson
Carlton D'metrius Pearson (San Diego, 19 marzo 1953 – Tulsa, 19 novembre 2023) è stato un pastore protestante e personaggio televisivo statunitense. È stato in passato il pastore del Centro Evangelistico delle Dimensioni Superiori, successivamente chiamata Chiesa della Famiglia delle Dimensioni Superiori, una delle più grandi chiese di Tulsa, in Oklahoma. A causa della sua dichiarata fede nella riconciliazione universale iniziò rapidamente a perdere la sua influenza nel ministero con il Collegio congiunto dei vescovi pentecostali afro-americani e fu infine dichiarato eretico dai suoi pari nel 2004.
Era il ministro anziano di Christ Universal Temple, congregazione di New Thought a Chicago, Illinois.

## Biografia
Ha frequentato la Oral Roberts University di Tulsa, dove è stato mentore di Oral Roberts. È stato autorizzato e ordinato nella Chiesa di Dio in Cristo. Pearson formò la sua chiesa, il Centro Evangelista delle Dimensioni Superiori, che divenne una delle più grandi chiese di Tulsa. Nel frattempo divenne anche popolare nei media televisivi, apparendo in diverse trasmissioni nazionali e tenendo ogni settimana conferenze in arene e stadi nell'ambito del movimento fondamentalista afroamericano. Durante gli anni novanta la chiesa di Pearson ha raggiunto una media di oltre 6.000 presenze e nel 1997 è stato ordinato vescovo. Nel 2000 sostenne George W. Bush alle elezioni presidenziali, venendo in seguito invitato alla Casa Bianca.

### Il Gospel dell'Inclusione
For others it may very well be that the punishment merited by their sins is greater than what they receive in this life. For those people perhaps there will be some kind of punishment after death, but we believe that it will be remedial and corrective rather than just punishment for punishment's sake. Exactly what that will be and how long it will last we don't know. Will Hell for some people last 10 minutes or 10 million years... we don't know. But this we do know: Hell will not last for eternity; it will not be endless... Don't sin. Be reunited with God now, rather than after you have put yourself (and those you love) through Hell.»
(Bishop Pearson's belief in Hell as stated on his Web site)
Dopo aver visto un programma televisivo sulle misere condizioni delle persone che soffrono e muoiono a causa del genocidio del 1994 in Ruanda, e considerando gli insegnamenti della sua chiesa che i non cristiani andavano all'Inferno, sostenne di aver ricevuto un'illuminazione da Dio. Dichiarò pubblicamente che dubitava dell'esistenza dell'Inferno come luogo di tormento eterno. Ha affermato che l'inferno è creato sulla terra dalla depravazione e dal comportamento umano.

## Attenzione mediatica
L'operato e il pensiero di Pearson attirarono l'attenzione dei media statunitensi, che dedicarono al racconto della sua vita diverse trasmissioni e un film. Il 16 dicembre 2005 l'emittente radiofonica WBEZ ha dedicato a lui una puntata della trasmissione This American Life, mentre il 13 agosto successivo l'emittente NBC si occupò di lui nella trasmissione Dateline NBC, in una puntata intitolata To Hell and Back. La CNN si è occupata della sua storia il 24 giugno 2007, raccontando i cambiamenti nel suo metodo di insegnamento, l'accettazione della causa LGBT e le relative conseguenze nella sua vita, mentre nel marzo 2009 è stato ospite del Nightline nella rubrica Face Off, su ABC dove, insieme a Deepak Chopra, Mark Driscoll e Annie Lobert, ha discusso sul tema "Esiste Satana?".
Nel 2018 sulla piattaforma Netflix è uscito il film Domenica, ispirato alla sua vita e diretto da Joshua Marston. Il ruolo di Pearson è stato interpretato da Chiwetel Ejiofor e la pellicola è stata presentata al Sundance Film Festival 2018.